# Téa Obreht
Téa Obreht, née Tea Bajraktarević le 30 septembre 1985, est une écrivaine serbo-américaine. Elle remporte le Women's Prize for Fiction en 2011 pour son premier roman The Tiger's Wife.

## Biographie
Tea Bajraktarević naît le 30 septembre 1985, à Belgrade (Serbie), fille unique d'une mère seule, Maja Bajraktarević.
Elle est proche de son grand-père, Štefan, un ingénieur dans l'aviation, slovène, catholique romain d'origine allemande et de sa grand-mère, Zahida, une musulmane bosniaque. Lorsque les guerres de Yougoslavie éclatent, la famille part à Chypre puis au Caire. Les grands-parents rentrent à Belgrade en 1997 alors que la jeune femme et sa mère s'installent aux États-Unis, d'abord à Atlanta puis à Palo Alto (Californie) où sa mère épouse un serbe orthodoxe. Elle décide après la mort de son grand-père de prendre son nom Obreht.
Obreht étudie à l'Université de Californie du Sud puis reçoit un Master of Fine Arts du programme d'écriture créative de l'Université Cornell en 2009.
Son travail est publié dans The New Yorker, Zoetrope: All-Story, Harpers, The New York Times et The Guardian, et dans deux anthologies The Best American Short Stories et The Best American Non-Required Reading.
Son premier roman, The Tiger's Wife, est publié en 2010 et reçoit le Women's Prize for Fiction.
Elle enseigne au Hunter College et elle est mariée à l'écrivain Dan Sheehan.

## Œuvres

### Romans
- La Femme du tigre, Calmann-Lévy, 2011 ((en) The Tiger's Wife, Weidenfeld & Nicolson, 2010), trad. Marie Boudewyn
- Inland, Calmann-Lévy, 2020 ((en) Inland, Random House, 2019), trad. Blandine Longre
- (en) The Morningside, Random House, 2024

### Nouvelles
- (en) The Laugh, 2009Parue dans The Atlantic, Fiction Issue (août 2009)
- (en) The Sentry, 2010Parue dans The Guardian, Summer Short Story Special (2010)
- (en) Blue Water Djinn, 2010Parue dans The New Yorker (2 août 2010)
- (en) Items Awaiting Protective Enclosure, 2017Parue dans Zoetrope: All-Story (2017)

### Essais
- (en) Twilight of The Vampires: Hunting the Real-Life Undead, 2010Paru dans Harper's Magazine (novembre 2010)
- (en) American Idol: Reason to Believe, 2012Paru dans Vogue (mai 2012)
- (en) David Attenborough’s exploration of nature’s marvels and brutality, 2016Paru dans The New Yorker (décembre 2016)

## Prix et reconnaissance
- 2011 : Women's Prize for Fiction pour The Tiger's Wife
- 2011 : finaliste du National Book Award for Fiction pour The Tiger's Wife[9]
- 2020 : finaliste du Dylan Thomas Prize pour Inland[10].